# Nasreldin Jaksa
Nasr Eddin Abbas (en árabe: نَصْر الدِّين عَبَّاس‎; Omdurmán; 13 de agosto de 1944), también conocido como Jackson o Jaksa (en árabe: جكسا), es un exfutbolista y exentrenador sudanés que jugaba en la posición de centrocampista.

## Carrera

### Club
| Periodo   | Club              |
| --------- | ----------------- |
| 1960-1963 | Al-Rabea Club     |
| 1963–1977 | Al-Hilal Omdurman |

### Selección nacional
Jugó para Sudán de 1963 a 1972 disputando 52 partidos y anotó 27 goles, siendo el máximo goleador de la selección nacional.
Formó parte de la selección que ganó la Copa Africana de Naciones 1970 y de la que fue finalista en 1967, además de obtener la medalla de plata en los Juegos Panarábicos de 1965. También integró la selección que participó en los Juegos Olímpicos de Múnich 1972.
Fue elegido como el mejor futbolista de Sudán del siglo XX.

## Logros

### Club
Al-Hilal
- Sudan Premier League (4): 1965, 1966, 1969, 1973

### Selección nacional
- Copa Africana de Naciones (1): 1970

-  (1): 1963

- Pan Arab Games

- : 1965

### Individual
- Mejor futbolista sudanés del siglo XX